# GOLDEN☆BEST To Be Continued SINGLES
『GOLDEN☆BEST To Be Continued SINGLES』（ゴールデン☆ベスト トゥ・ビー・コンティニュード シングルズ）は、To Be Continuedのベスト・アルバム。2002年11月20日にSony Music House（現：ソニー・ミュージックダイレクト）から発売された。規格品番MHCL-195。

## 概要
各レコード会社から発売されている廉価版ベスト・アルバム、“ゴールデン☆ベスト”シリーズの1枚。1991年シングル「君がいたから」でCDデビュー、2000年に活動休止、2021年に再始動したTo Be Continuedの初のベスト・アルバム。
ソニー・ミュージックレコーズ所属時の1991年～1996年までの全シングル表題曲15作に12作目「物語は続いて行く」とのダブル表題曲「素直になれなくて」（1995/06/01）を加えた全16曲を収録。
1998年に東芝EMI（現：EMIミュージック・ジャパン）移籍後に発売した3作のシングル「melody」（1998/04/22）、「I WILL」（1999/03/10）、「Last order」（1999/09/08）は未収録。

## 収録曲
全曲　編曲：佐藤鷹
1. 君がいたから(5:23)[1]
  - 作詞:岡田浩暉　作曲:佐藤鷹
2. 息詰まっちゃうよ(4:42)[1]
  - 作詞:岡田浩暉　作曲:佐藤鷹
3. RAIN(3:53)[1]
  - 作詞:岡田浩暉　作曲:後藤友輔
4. I Feel(4:53)[1]
  - 作詞・作曲:後藤友輔
5. 愛がまちがえるなんて(4:39)[1]
  - 作詞:岡田浩暉・平出よしかつ　作曲: 後藤友輔
  - ANB系TVドラマ『君・と・い・つ・ま・で・も』オープニング・テーマ
6. 君とずっと…くらしたい(5:21)[1]
  - 作詞・作曲:後藤友輔
  - ANB系『OH!エルくらぶ』エンディング・テーマ
7. If you wish…(4:03)[1]
  - 作詞:後藤友輔　作曲:後藤友輔・佐藤鷹
  - ANN系列ニュース番組『ステーションEYE』エンディング・テーマ
8. わがままが欲しい 困らせてほしい(4:04)[1]
  - 作詞:夏野芹子　作曲:佐藤鷹
9. 君だけを見ていた(4:15)[1]
  - 作詞:高島秀直・岡田浩暉・後藤友輔　作曲:後藤友輔
  - TBS系TVドラマ『もしも願いが叶うなら』挿入歌[2]
10. 逃げたりしない(4:05)[1]
  - 作詞:朝水彼方　作曲:後藤友輔
  - TBS・MBS系テレビ『E.T!』主題歌
  - ソニー製品「ミニディスク」CMソング
11. うまく言えないけど(4:47)[1]
  - 作詞・作曲:後藤友輔
  - TBS系音楽番組『COUNT DOWN TV』エンディング・テーマ
12. 物語は続いて行く(4:59)[1]
  - 作詞:岡田浩暉　作曲:後藤友輔
13. 素直になれなくて(5:26)[1]
  - 作詞・作曲:後藤友輔
  - NTT「DENPO 95」CMイメージソング
14. TRUTH(5:23)[1]
  - 作詞:後藤友輔・高島秀直　作曲:佐藤鷹
  - ABC・ANB系TVドラマ『Change!』主題歌
15. 抱きしめるたび(4:37)[1]
  - 作詞:岡田浩暉　作曲:後藤友輔
  - TX系『三菱ダイヤモンド・サッカー』オープニング・テーマ
16. 悲しみを知った(5:12)[1]
  - 作詞:北川悦吏子　作曲:後藤友輔
  - 東ハト イメージ・ソング

## 関連作品
- Believe - 通販CD、「君だけを見ていた」収録。
- MAX JAPAN 2 - 邦楽コンピレーション・アルバム、「君だけを見ていた」収録。